# Gabrielle Bellocq
Pour les articles homonymes, voir Bellocq.
Gabrielle Bellocq, née à Saint-Hilaire-de-Talmont le 15 juin 1920, morte à Saint-Malo le 29 juillet 1999, est une artiste pastelliste française.

## Biographie
Sa mère artiste lui enseigne le chant et le piano et lui fait donner des leçons particulières de dessin par les sœurs du couvent de Saint-Sornin qui lui apprennent le dessin de reproduction.
Jeune pensionnaire, elle passe ses dimanches entre messes, vêpres et promenades dans la campagne vendéenne. Pendant cette période, elle s'imprègne d'images qu'elle restituera plus tard dans ses pastels.
Elle épouse Régis de Saint-Jouan dont elle aura 5 enfants. Vers 1950, elle s'installe sur les bords de la Rance dans une malouinière classique baignée par un étang. On retrouve souvent cette gentilhommière dans son œuvre, plus ou moins idéalisée.
Elle se remet à peindre au début des années soixante. Elle abandonne progressivement la gouache et l’aquarelle au profit du pastel auquel elle se consacrera pendant plus de trente ans.
Elle expose dans le monde entier, notamment à Paris, Windsor et Salisbury (Angleterre), Osaka (Japon), Chicago (Illinois), Sedona (Arizona) et Ede (Pays-Bas).
En 1978, le ministère de la Culture achète son tableau Ouverture sur l'océan pour le Fonds national d'art contemporain.
Elle est morte au cours de l'été 1999 et repose au cimetière de Saint-Briac.

## Récompenses
- 1977 : mention honorable au Salon des artistes français,
- 1978 : prix Blanche-Roullier,
- 1979 : prix Marie-Bashkirtseff, prix Atrux-Beauclair de la Fondation Taylor, prix Blanche-Roullier,
- 1980 : médaille d'argent du Salon des artistes français, prix Blanche-Roullier,
- 1981 : prix Raybaud,
- 1983 : prix Blanche-Roullier,
- 1984 : médaille d'or du Salon des artistes français,
- 1987 : grand prix de la ville de Dinard.

## Ouvrage
Souvenirs suivi de Entretien avec Mariette de Saint-Jouan. Saint-Malo. 2019.  (ISBN 979-10-699-4496-1).